# Otok
För andra betydelser, se Otok (olika betydelser).
Otok är en stad i östra Kroatien. Staden har 6 366 invånare (2001) varav 4 720 bor i centralorten. Otok ligger i Vukovar-Srijems län i landskapet Slavonien, 20 km söder om Vinkovci och nära gränsen till Bosnien-Hercegovina och Serbien.

## Arkitektur och byggnadsverk
- Kyrkan Jungfru Marias obefläckade avlelse (Crkva Bezgrešnog začeća Blažene Djevice Marije) i Komletinci uppfördes 1812 och bär stildrag från barocken[1].